# Pages romandes
 (septembre 2011).
Si vous disposez d'ouvrages ou d'articles de référence ou si vous connaissez des sites web de qualité traitant du thème abordé ici, merci de compléter l'article en donnant les références utiles à sa vérifiabilité et en les liant à la section « Notes et références ».
Pages romandes est une revue d’échanges sur le handicap mental. Son but est de favoriser l’information et la formation continue des personnes intéressées par toutes les questions touchant le handicap mental et la pédagogie spécialisée.

## Histoire
La revue a été créée dans les années soixante, par l’ASA-Suisse, association d’aide aux personnes avec un handicap mental. Depuis 1997, elle est éditée par une fondation qui porte son nom et dont le siège est à Etoy, Institution de l’Espérance. Durant ses 50 ans d’existence, Pages romandes a étoffé son expérience. Aujourd’hui, son projet est d’être un relais de la recherche dans le domaine du handicap, un lieu d’échanges et de diffusion d’expériences, ainsi qu’un espace de réflexion sur ce qui est vécu par les personnes handicapées mentales et leur entourage.

## Carte d’identité
- Nombre de pages: 24 (4500 signes par page, y compris les espaces)
- Parution: 4 × l’an : mars, juin, septembre, décembre
- Tirage: 800 exemplaires
- Diffusion: Suisse romande, Berne, Tessin, France voisine, Belgique, Québec
- Destinataires: Les professionnels de l’éducation spécialisée, les personnes handicapées, les parents, les institutions, les associations, les bénévoles, les écoles pour travailleurs sociaux, ainsi que divers autres lecteurs

## Conseil de fondation
- Cédric Blanc, président et responsable de publication
- Cendrine Jéquier
- Edy Cotter
- Jean-François Deschamps
- Jean-Louis Korpès
- Jérôme Läderach

## Comité de rédaction
- Marie-Paule Zufferey, directrice et rédactrice
- Marie-Christine Ukelo Mbolo Merga
- Olivier Salamin
- Sébastien Delage
- Michèle Ortiz
- Cédric Blanc